# Groupe spécial linéaire
En mathématiques, le groupe spécial linéaire de degré n sur un corps commutatif K est le groupe SLn(K) des matrices carrées d'ordre n sur K dont le déterminant est égal à 1. Plus intrinsèquement, le groupe spécial linéaire d'un espace vectoriel E de dimension finie sur K est le groupe SL(E) des éléments du groupe général linéaire GL(E) dont le déterminant est égal à 1.
Cette définition admet différentes généralisations : une, immédiate, sur un anneau commutatif et deux variantes sur des corps non nécessairement commutatifs, dont l'une sur des corps qui sont de dimension finie sur leur centre.
{\displaystyle SL_{n}(\mathbb {R} )} est un groupe de Lie connexe, dont l'algèbre de Lie est constituée des matrices de {\displaystyle M_{n}(\mathbb {R} )} de trace nulle.